# Afanasij Bodakow
Afanasij Ławrientjewicz Bodakow (ros. Афанасий Лаврентьевич Бодаков, ur. 4 stycznia?/17 stycznia 1911 we wsi Siwcewo w obwodzie smoleńskim, zm. 14 września 1989 w Saratowie) – radziecki wojskowy, Bohater Związku Radzieckiego (1945).

## Życiorys
Urodził się w rodzinie chłopskiej. Do 1932 uczył się w technikum przemysłowo-ekonomicznym, w Armii Czerwonej służył w latach 1933-1959, w 1936 ukończył Białoruską Zjednoczoną Szkołę Wojskową, a w 1941 przyśpieszony kurs Akademii Wojskowej im. Frunzego. Od marca 1942 walczył w wojnie z Niemcami na Froncie Północno-Zachodnim, Centralnym, 1 i 2 Białoruskim, uczestniczył w bitwie pod Moskwą i Kurskiem, wyzwoleniu Białorusi, zajęciu Polski i rozbiciu wroga na terytorium Niemiec (jako dowódca pułku), w 1945 był ranny. W 1948 ukończył Akademię Wojskową im. Frunzego, dosłużył się stopnia pułkownika.

## Odznaczenia
- Złota Gwiazda Bohatera Związku Radzieckiego (29 czerwca 1945)
- Order Lenina (29 czerwca 1945)
- Order Czerwonego Sztandaru (dwukrotnie - 1945 i 1954)
- Order Kutuzowa III klasy (1945)
- Order Wojny Ojczyźnianej II klasy (1944)
- Order Czerwonej Gwiazdy (dwukrotnie - 1943 i 1949)
- Medal „Za zasługi bojowe” (1944)
- Medal za Warszawę 1939–1945 (Polska Ludowa)
- Medal za Odrę, Nysę, Bałtyk (Polska Ludowa)
- Brązowy Medal „Zasłużonym na Polu Chwały” (Polska Ludowa, 1946)

I 4 medale ZSRR.